# Братерський Тарас Миколайович
Тарас Миколайович Брате́рський (14 березня 1926, Харків — 13 липня 2011, Київ) — український скульптор; член Спілки радянських художників України з 1964 року. Син актора Миколи Братерського, батько кінознавця Марини Братерської-Дронь.

## Біографія
Народився 14 березня 1926 року в місті Харкові (нині Україна). 1948 року закінчив Харківський театральний інститут; протягом 1949—1951 років навчався у Київському училищі прикладного мистецтва у Макара Вронського; у 1952—1953 роках — у Харківському художньому училищі у Лідії Твердянської, Адольфа Страхова. Дипломна робота — скульптурна композиція «Закарпатський лісоруб».
Мешкав у Києві в будинку на вулиці Жовтневої революції, № 11, квартира № 8 та у будинку на вулиці Потєхіна, № 3, квартира № 56. Помер у 85-річному віці 13 липня 2011 року. Похований на кладовищі села Новосілки.

## Творчість
Працював у галузях станкової та монументальної скульптури. Серед робіт:
станкові твори
- «Заслужений артист Української РСР Микола Братерський» (1959);
- «Вожак Батя» (1963—1964);
- «Голова партизана» (1964, Івано-Франківськ),

скульптурні композиції
- «Закарпатський лісоруб» (1953);
- «Потьомкінець» (1957, гіпс тонований);
- «За мир» (1959);
- «Брестська фортеця» (1960, гіпс тонований);
- «Червоні кіннотники» (1961);
- «Відречення» (1961).

Твори зберігаються у Корсунь-Шевченківській художній галереї, Музеї мистецтв Прикарпаття в Івано-Франківську та інших художніх музеях.
монументальні роботи
- пам'ятник Володимиру Леніну в місті Похвистневому Куйбишевської області (1956, цемент, бетон);
- пам'ятник «Клятва партизанів» у місті Сумах (1956);
- пам'ятник білоруським партизанам, учасникам німецько-радянської війни у Вітебську (1958);
- надгробні пам'ятники радянським воїнам у колгоспі «Україна» Дніпропетровської області (1958—1959);
- пам'ятник «Клятва партизанів» у місті Фастові Київської області (1963, у співавторстві);
- пам'ятник «Партизанський ватажок» у місті Сосниці Чернігівської області (1964, цемент);
- меморіальний ансамбль партизанському з'єднанню генерала Михайла Наумова у в селі Шляховому Кіровоградської області (1968—1969);
- надгробний пам'ятник генералові Михайлу Наумову на Байковому цвинтарі у Києві (1978);
- погруддя Марка Вовчка (Меморіальний музей Марка Вовчка) і Тараса Шевченка у місті Богуславі Київської області (1985);
- погруддя Івана Дубинського у місті Прилуках Чернігівської області (1990, бронза, граніт)[3].

Брав участь у обласних і республіканських виставках з 1953 року.